# Барково (Нижньосілезьке воєводство)
Барково (пол. Barkowo) — село в Польщі, у гміні Жміґруд Тшебницького повіту Нижньосілезького воєводства.
Населення — 622 особи (2011).
У 1975-1998 роках село належало до Вроцлавського воєводства.

## Демографія
Демографічна структура станом на 31 березня 2011 року:
|          | Загалом | Допрацездатний вік | Працездатний вік | Постпрацездатний вік |
| -------- | ------- | ------------------ | ---------------- | -------------------- |
| Чоловіки | 306     | 72                 | 206              | 28                   |
| Жінки    | 316     | 66                 | 170              | 80                   |
| Разом    | 622     | 138                | 376              | 108                  |